# Костарика на Олимпијским играма
Костарика се први пут појавила на Олимпијским играма 1936. године, и после паузе од 16 година поново је наступила 1964. године и после тога је слала своје спортисте на све наредне касније одржане Летње олимпијске игре.
На Зимским олимпијским играма Костарика је први пут учествовала 1980. године, са две паузе 1994 и 1998. године, олимпијци Костарике су наступили на свим наредним играма. Представници Костарике су закључно са Олимпијским играма одржаним 2008. године у Пекингу су освојили 4 медаље, од тога и једну златну 1996. године у Атланти.
Национални олимпијски комитет Костарике (Comité Olímpico de Costa Rica) је основан 1953. а признат од стране Међународног олимпијског комитета 1954. године.

## Медаље

### Освојене медаље на ЛОИ
| Учешће и освојене медаље Костарике на ЛОИ |                            |                            |                            |                            |                            |                            |                            |                            |                            |                            |
| ЛОИ                                       | Носилац заставе            | Учешће                     | Муш.                       | Жене                       | спорт.                     | Злато                      | Сребро                     | Бронза                     | Укупно                     | Ранг                       |
| 1936. Берлин                              |                            |                            |                            |                            |                            | 0                          | 0                          | 0                          | 0                          |                            |
| 1948. Лондон                              | Костарика није учествовала | Костарика није учествовала | Костарика није учествовала | Костарика није учествовала | Костарика није учествовала | Костарика није учествовала | Костарика није учествовала | Костарика није учествовала | Костарика није учествовала | Костарика није учествовала |
| 1952. Хелсинки                            | Костарика није учествовала | Костарика није учествовала | Костарика није учествовала | Костарика није учествовала | Костарика није учествовала | Костарика није учествовала | Костарика није учествовала | Костарика није учествовала | Костарика није учествовала | Костарика није учествовала |
| 1956. Мелбурн и Стокхолм                  | Костарика није учествовала | Костарика није учествовала | Костарика није учествовала | Костарика није учествовала | Костарика није учествовала | Костарика није учествовала | Костарика није учествовала | Костарика није учествовала | Костарика није учествовала | Костарика није учествовала |
| 1960. Рим                                 | Костарика није учествовала | Костарика није учествовала | Костарика није учествовала | Костарика није учествовала | Костарика није учествовала | Костарика није учествовала | Костарика није учествовала | Костарика није учествовала | Костарика није учествовала | Костарика није учествовала |
| 1964. Токио                               |                            |                            |                            |                            |                            | 0                          | 0                          | 0                          | 0                          |                            |
| 1968. Мексико Сити                        |                            |                            |                            |                            |                            | 0                          | 0                          | 0                          | 0                          |                            |
| 1972. Минхен                              |                            |                            |                            |                            |                            | 0                          | 0                          | 0                          | 0                          |                            |
| 1976. Монтреал                            |                            |                            |                            |                            |                            | 0                          | 0                          | 0                          | 0                          |                            |
| 1980. Москва                              |                            |                            |                            |                            |                            | 0                          | 0                          | 0                          | 0                          |                            |
| 1984. Лос Анђелес                         |                            |                            |                            |                            |                            | 0                          | 0                          | 0                          | 0                          |                            |
| 1988. Сеул                                |                            |                            |                            |                            |                            | 0                          | 1                          | 0                          | 1                          |                            |
| 1992. Барселона                           |                            |                            |                            |                            |                            | 0                          | 0                          | 0                          | 0                          |                            |
| 1996. Атланта                             |                            |                            |                            |                            |                            | 1                          | 0                          | 0                          | 1                          |                            |
| 2000. Сиднеј                              |                            |                            |                            |                            |                            | 0                          | 0                          | 2                          | 2                          |                            |
| 2004. Атина                               |                            |                            |                            |                            |                            | 0                          | 0                          | 0                          | 0                          |                            |
| 2008. Пекинг                              |                            |                            |                            |                            |                            | 0                          | 0                          | 0                          | 0                          |                            |
| 2012. Лондон                              |                            |                            |                            |                            |                            | 0                          | 0                          | 0                          | 0                          |                            |
| 2016. Рио де Жанеиро                      |                            |                            |                            |                            |                            | 0                          | 0                          | 0                          | 0                          |                            |
| 2020. Токио                               |                            |                            |                            |                            |                            |                            |                            |                            |                            |                            |
| 2024. Париз                               |                            |                            |                            |                            |                            |                            |                            |                            |                            |                            |
| 2028. Лос Анђелес                         | предстојећи догађај        |                            |                            |                            |                            |                            |                            |                            |                            |                            |
| 2032. Бризбејн                            | предстојећи догађај        |                            |                            |                            |                            |                            |                            |                            |                            |                            |
| Укупно                                    |                            |                            |                            |                            |                            | 1                          | 1                          | 2                          | 4                          |                            |

### Освајачи медаља на ЛОИ
| Бр. | Медаља | Име          | Игре          | Спорт   | Дисциплина     | Ж | М |
| --- | ------ | ------------ | ------------- | ------- | -------------- | - | - |
| 1.  |        | Клаудија Пол | Атланта 1996. | Пливање | 200 м слободно | ж | − |
| 1.  |        | Силвија Пол  | Сеул 1988.    | Пливање | 200 м слободно | ж | − |
| 1.  |        | Клаудија Пол | Сиднеј 2000.  | Пливање | 200 м слободно | ж | − |
| 2.  |        | Клаудија Пол | Сиднеј 2000.  | Пливање | 400 м слободно | ж | − |

### Освојене медаље на ЗОИ
| Учешће и освојене медаље Костарике на ЗОИ |                            |                            |                            |                            |                            |                            |                            |                            |                            |                            |
| ЛОИ                                       | Носилац заставе            | Учешће                     | Муш.                       | Жене                       | спорт.                     | Злато                      | Сребро                     | Бронза                     | Укупно                     | Ранг                       |
| 1980. Лејк Плесид                         |                            |                            |                            |                            |                            | 0                          | 0                          | 0                          | 0                          |                            |
| 1984. Сарајево                            |                            |                            |                            |                            |                            | 0                          | 0                          | 0                          | 0                          |                            |
| 1988. Калгари                             |                            |                            |                            |                            |                            | 0                          | 0                          | 0                          | 0                          |                            |
| 1992. Албервил                            |                            |                            |                            |                            |                            | 0                          | 0                          | 0                          | 0                          |                            |
| 1994. Лилехамер                           | Костарика није учествовала | Костарика није учествовала | Костарика није учествовала | Костарика није учествовала | Костарика није учествовала | Костарика није учествовала | Костарика није учествовала | Костарика није учествовала | Костарика није учествовала | Костарика није учествовала |
| 1998. Нагано                              | Костарика није учествовала | Костарика није учествовала | Костарика није учествовала | Костарика није учествовала | Костарика није учествовала | Костарика није учествовала | Костарика није учествовала | Костарика није учествовала | Костарика није учествовала | Костарика није учествовала |
| 2002. Солт Лејк Сити                      |                            |                            |                            |                            |                            | 0                          | 0                          | 0                          | 0                          |                            |
| 2006. Торино                              |                            |                            |                            |                            |                            | 0                          | 0                          | 0                          | 0                          |                            |
| 2010. Ванкувер                            | Костарика није учествовала | Костарика није учествовала | Костарика није учествовала | Костарика није учествовала | Костарика није учествовала | Костарика није учествовала | Костарика није учествовала | Костарика није учествовала | Костарика није учествовала | Костарика није учествовала |
| 2018. Пјонгчанг                           |                            |                            |                            |                            |                            |                            |                            |                            |                            |                            |
| 2014. Сочи                                |                            |                            |                            |                            |                            |                            |                            |                            |                            |                            |
| 2022. Пекинг                              |                            |                            |                            |                            |                            |                            |                            |                            |                            |                            |
| 2026. Милано и Кортина                    | предстојећи догађај        |                            |                            |                            |                            |                            |                            |                            |                            |                            |
| 2030. Француски Алпи                      | предстојећи догађај        |                            |                            |                            |                            |                            |                            |                            |                            |                            |
| 2034. Солт Лејк Сити                      | предстојећи догађај        |                            |                            |                            |                            |                            |                            |                            |                            |                            |
| Укупно                                    |                            |                            |                            |                            |                            | 0                          | 0                          | 0                          | 0                          |                            |